# Rafał Maserak
Rafał Maserak (ur. 17 lutego 1984 w Warszawie) – polski tancerz, choreograf, instruktor tańca i osobowość telewizyjna.

## Kariera taneczna
W młodości trenował koszykówkę, piłkę nożną, karate i taniec nowoczesny. W 1994 zaczął regularne treningi tańca towarzyskiego. Zawodowo tańczył z: Sylwią Zając (w latach 1999–2000), Kamilą Kajak (2001–2005) i Magdaleną Soszyńską (2006–2007). Reprezentuje najwyższą klasę taneczną „S” w tańcach latynoamerykańskich. Jest trzykrotnym wicemistrzem Polski w „10 tańcach” (latynoamerykańskich i standardowych) oraz dwukrotnym wicemistrzem Polski w tańcach latynoamerykańskich. Był zwycięzcą i finalistą turniejów zagranicznych Gold Master we Włoszech, Paris Open, Austrian Open oraz Russian Open oraz reprezentował Polskę na międzynarodowych festiwalach tańca w Blackpool, German Open, International, UK czy Allassio. Występował z grupą taneczną Agustina Egurroli „Volt”.

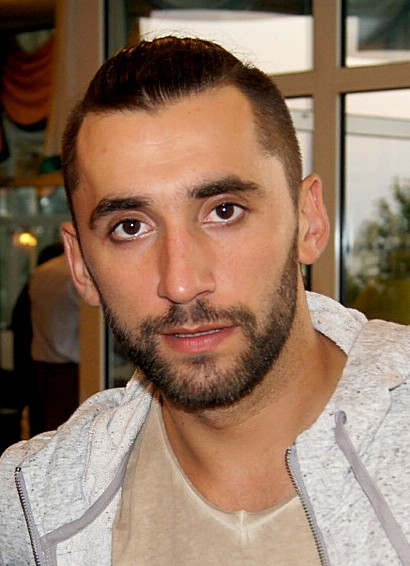
Maserak (2013)

W latach 2005–2011 uczestniczył w charakterze trenera tańca w programie rozrywkowym TVN Taniec z gwiazdami. Jego partnerkami w konkursie były, kolejno: Klaudia Carlos, Małgorzata Foremniak, Aleksandra Kwaśniewska, Omenaa Mensah, Katarzyna Figura, Sylwia Gruchała, Weronika Książkiewicz, Anna Mucha, Julia Kamińska, Agnieszka Jaskółka i Katarzyna Zielińska. W parze z Anną Muchą i Julią Kamińską wygrał w finale 10. i 11. edycji programu.

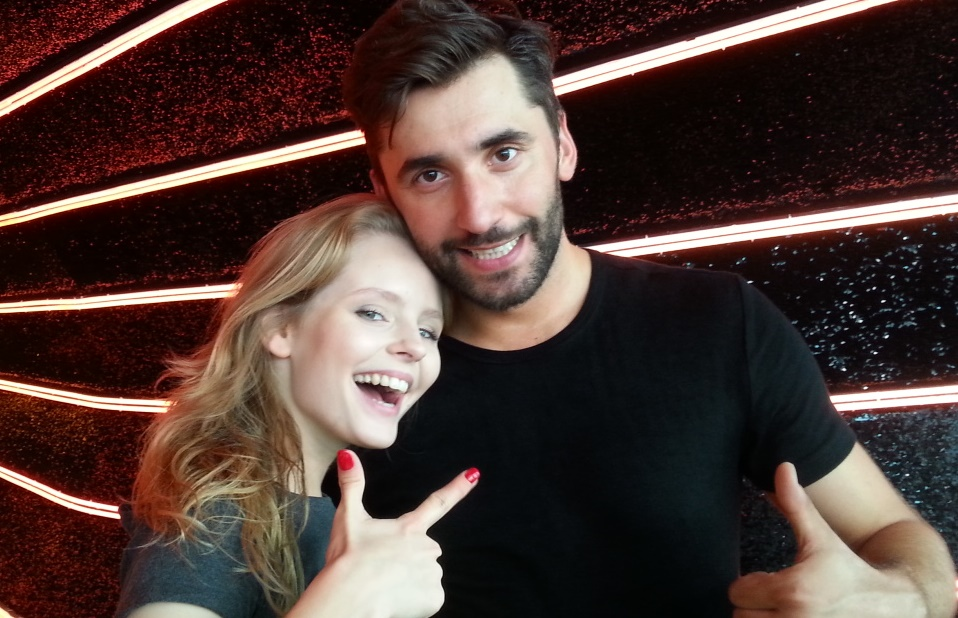
Olga Kalicka i Rafał Maserak na planie programu Dancing with the Stars. Taniec z gwiazdami, 2016

Założył szkołę tańca „Show Dance” w Warszawie. Od 2014 do 2022 występował w charakterze trenera tańca w programie rozrywkowym telewizji Polsat Dancing with the Stars. Taniec z gwiazdami; a jego partnerkami w konkursie były: Joanna Moro, Marcelina Zawadzka, Julia Pogrebińska, Anna Cieślak, Elżbieta Romanowska, Olga Kalicka, Monika Mariotti, Angelika Mucha, Tamara Gonzalez Perea, Joanna Lazer, Sylwia Lipka, Magdalena „Kajra” Kajrowicz i Natalia Janoszek. Od 2024 jest jurorem programu.

## Pozostałe przedsięwzięcia
Wystąpił w epizodycznej roli w jednym odcinku serialu Na dobre i na złe (2006) oraz zagrał w teledyskach do piosenek: „Do dzisiaj cię kochałam” zespołu La Karnita (2006) i „Poczekalnia dusz” (2008) duetu Sokół & Pono. W 2007 był reporterem wakacyjnego talk-show Projekt Plaża i gościem talk-show Szymon Majewski Show. Był jednym z jurorów programu rozrywkowego VIVA Polska Królowie Densfloru (2010). W 2016 zwyciężył w finale programu kulinarnego Polsatu Top Chef. Gwiazdy od kuchni; a nagrodę główną (czek na 100 tys. zł) przeznaczył na cele charytatywne. Od tego samego roku współprowadzi z Elżbietą Romanowską „Festiwal weselnych przebojów” organizowany przez telewizję Polsat. W 2019 uczestniczył w programie Ninja Warrior Polska.

## Życie prywatne
Był związany z tancerką Kamilą Kajak i aktorką Małgorzatą Foremniak. Z nieformalnego związku z Małgorzatą Lis ma syna, Leonarda (ur. 4 marca 2020).